# Габовда, Юрий Викторович
Ю́рий Ви́кторович Габо́вда (укр. Юрій Вікторович Габовда; род. 6 мая 1989, Мукачево, Закарпатская область) — украинский футболист, полузащитник

## Биография
Начал заниматься футболом в Мукачево. Во время учёбы в 10 классе стал учиться во львовском училище физической культуры, тренер Олег Родин. В детско-юношеской футбольной лиге Украины выступал за мукачевские «Соколята» и львовский УФК.
После попал в «Карпаты-2», клуб выступал во Второй лиге Украины. В команде дебютировал 31 июля 2006 года в домашнем матче против южноукраинского «Тепловика» (3:1), Габовда вышел на 82 минут вместо Олега Голодюка. Всего за «Карпаты-2» во Второй лиге он сыграл 35 матчей и забил 1 гол (в ворота «Оболони-2»).
В сезоне 2008/09 он провёл все 30 матчей «Карпат» в молодёжном первенстве Украины. В сезоне 2009/10 вместе с командой стал победителем молодёжного первенства.
В Премьер-лиге Украины дебютировал в 27 туре сезона 2009/10, 24 апреля 2010 года в матче против киевского «Динамо» (1:0), Габовда вышел в добавленное время вместо Дениса Кожанова. По итогам сезона 2009/10 «Карпаты» заняли 5 место и смогли участвовать в Лиги Европы. Команда начала участие со второго квалификационного раунда, в котором её попался исландский клуб «Рейкьявик». В первом выездном матче «Карпаты» обыграли «Рейкьявик» (3:0), Габовда вышел на 80 минуте вместо Самсона Годвина. После матча Юрий сказал, что запомнит этот матч на всю жизнь. Габовда также принял участие во втором матче против «Рейкьявика» (3:2), он вышел в начале второго тайма вместо Сергея Зенёва. В групповом этапе он сыграл в двух матчах против «Севильи» и «Пари Сен-Жермена». «Карпаты» в группе заняли последнее 4 место и вылетели из турнира. 22 сентября 2010 года в матче 1/16 Кубка Украины 2010/11 против «Горняка-Спорт» (5:0), Юрий сделал хет-трик.
Всего за «Карпаты» в чемпионате Украины провёл 7 матчей, в Кубке сыграл в 4 матчах, в которых забил 3 гола. В молодёжном первенстве сыграл в 72 матчах и забил 24 мяча. Габовда считался одним из самых перспективных игроков в «Карпатах».
Летом 2011 года появилась информация о том, что Юрий перейдёт в днепропетровский «Днепр» на правах свободного агента. В итоге он перешёл в криворожский «Кривбасс», Габовда взял себе 18 номер. В составе клуба в Премьер-лиге Украины дебютировал 11 августа 2011 года в домашнем матче против полтавской Ворсклы (1:1), Габовда вышел на 41 минуте вместо Владимира Лысенко, а на 87 минуте был заменён на Иржи Еслинек. Всего за «Кривбасс» в чемпионате он сыграл в 13 матчах.
В июне 2012 года отправился на просмотр в симферопольскую «Таврию», где новым тренером стал Олег Лужный. Позже Габовда подписал контракт с клубом.
В сезона 2013/14, главный тренер «Таврии» Яннис Христопулос в матче с «Динамо» поставил Юрия на позиции правого защитника. 11 марта 2014 года расторг контракт с «Таврией» по обоюдному согласию сторон.
26 марта 2014 года стало известно что Юрий вернулся в ФК «Карпаты» подписав двух летний контракт. 23 июля 2014 года стало известно что Юрий досрочно покинул львовский клуб.
В марте 2015 года перешёл в «Гранит» из Микашевич. Покинул клуб в конце сезона в связи с окончанием контракта.
2 февраля 2016 года официально стал игроком минского «Динамо». В декабре 2016 года покинул белорусский клуб. В феврале 2017 года прибыл на просмотр в команду «Александрия».
Летом 2018 года стал игроком венгерского «Халадаша». Покинул команду в декабре 2019 года в связи со смертью отца.
Позже, в 2020 году, перешёл в белорусский клуб «Торпедо-БелАЗ» из Жодино, который досрочно покинул в конце февравля 2022 года по причине военного вторжения России на Украину и соучастия в этом Белоруссии, после чего вместе с семьёй эвакуировался в Чехию. В том же году присоединился к составу пражского футбольного клуба Дукла.

## Достижения
- Победитель молодёжного чемпионата Украины: 2009/10

## Личная жизнь
Юрий племянник футболиста Яноша Габовды. Учится во львовском национальном аграрном университете.

## Статистика
| Сезон   | Клуб            | Лига                 | Чемпионат | Чемпионат | Кубок | Кубок | Дубль | Дубль | Еврокубки | Еврокубки |
| Сезон   | Клуб            | Лига                 | Игры      | Голы      | Игры  | Голы  | Игры  | Голы  | Игры      | Голы      |
| ------- | --------------- | -------------------- | --------- | --------- | ----- | ----- | ----- | ----- | --------- | --------- |
| 2006/07 | Карпаты-2       | Вторая лига Украины  | 14        | 0         | —     | —     | —     | —     | —         | —         |
| 2006/07 | Карпаты (Львов) | Высшая лига Украины  | 0         | 0         | 0     | 0     | 2     | 0     | —         | —         |
| 2007/08 | Карпаты-2       | Вторая лига Украины  | 21        | 1         | —     | —     | —     | —     | —         | —         |
| 2008/09 | Карпаты (Львов) | Премьер-лига Украины | 0         | 0         | 0     | 0     | 30    | 2     | —         | —         |
| 2009/10 | Карпаты (Львов) | Премьер-лига Украины | 3         | 0         | 1     | 0     | 24    | 10    | —         | —         |
| 2010/11 | Карпаты (Львов) | Премьер-лига Украины | 4         | 0         | 3     | 3     | 16    | 12    | 4         | 0         |
| 2011/12 | Карпаты (Львов) | Премьер-лига Украины | 0         | 0         | 0     | 0     | 2     | 0     | 0         | 0         |
| 2011/12 | Кривбасс        | Премьер-лига Украины | 13        | 0         | 1     | 0     | 10    | 2     | —         | —         |